# Microterys ericeri
Microterys ericeri är en stekelart som beskrevs av Ishii 1923. Microterys ericeri ingår i släktet Microterys och familjen sköldlussteklar. Inga underarter finns listade i Catalogue of Life.